# Andrés Rigo Sureda
Andrés Rigo Sureda (Felanitx, 5 april 1943) is een Spaans rechtsgeleerde. Hij was van 1992 tot 2000 plaatsvervangend leider van de juridische afdeling van de Wereldbank. Sinds 2010 is hij rechter van het Gerecht voor ambtenarenzaken van het IMF. Daarnaast is hij werkzaam als internationaal arbiter.

## Levensloop
Rigo werd in 1943 op het eiland Majorca geboren en behaalde in 1966 zijn juridische graad aan de Complutense Universiteit van Madrid. Twee jaar later behaalde hij een diploma in internationale betrekkingen aan de Johns Hopkins-universiteit en promoveerde in 1971 tot doctor aan de Universiteit van Cambridge. Aansluitend werkte hij als hoogleraar internationaal recht aan de Autonome Universiteit van Madrid en was hij daarnaast juridisch adviseur voor de regering van Venezuela.
Van 1973 tot 2000 bekleedde hij verschillende posities bij de Wereldbank, waaronder van 1992 tot 2000 als plaatsvervangend leidinggevende van de juridische afdeling. Daarna werkte hij van 2001 tot 2005 voor het advocatenkantoor Fulbright & Jaworski LLP in Washington D.C. en sindsdien als onafhankelijk internationaal bemiddelaar en arbiter. Daarnaast doceerde hij in 2004 aan de Haagsche Academie voor Internationaal Recht. Sinds 2010 is hij rechter van het Gerecht voor ambtenarenzaken van het IMF.

## Werk (selectie)
- 1973: The Evolution of the Right of Self-Determination. A Study of United Nations Practice, Leiden
- 1999: The World Bank, International Financial Institutions and the Development of International Law, coauteur, Washington D.C.
- 2012: Investment Treaty Arbitration: Judging under Uncertainty, Cambridge en New York